# Luis Fernando López (atleta)
Luis Fernando López (San Juan de Pasto, 3 de junho de 1979) é um ex-atleta da marcha atlética. Conquistou a medalha de ouro da marcha de 20 km no Campeonato Mundial de Atletismo de 2011 em Daegu, Coreia. Sua vitória foi a primeira de um colombiano na competição. Ele chegou em terceiro lugar na prova mas com a posterior desclassificação por doping dos dois primeiros colocados, os russos Valeri Borchin e Vladimir Kanaikin, ele herdou o ouro.